# 輸籍法
輸籍法，是隋朝戶籍制度，為戶口等第與納稅標準的辦法。輸籍法是隋朝初年隋文帝整頓政治、經濟的重要措施，以解決人民隱匿戶口逃稅問題，並抑制地方豪強。

## 推行緣由
自南北朝以來，農民為了逃避繁重的賦稅繇役而假造年齡，或直接隱匿不報，使國家直接掌握的勞動力減少，而地方豪強隱蔽這些無地的隱匿農民，嚴重影響到國家中央集權的統治基礎，並使隋朝的均田制難以實施。
隋文帝於開皇五年（585年）下令州縣大索貌閱：「戶口不實者，正長遠配，而又開相糾之科。大功已下，兼令析籍，各為戶頭，以防容隱。於是計帳進四十四萬三千丁，新附一百六十四萬一千五百口。」
然而只要賦稅繇役仍然繁重，就無法從根本上改變地方豪強與中央爭奪勞動人口的狀況，故左僕射高熲鑑於「人間課輸，雖有定分，年常征納，除注恆多，長吏肆情，文帳出沒，復無定籍，難以推校」，尚書建議中央制訂劃分戶等的標準，隋文帝採用其建議頒布輸籍法，作為大索貌閱的配套措施。

## 執行
開皇五年（585年），隋文帝採用了高熲的建議，規定每年正月五日由縣令派人出查，百姓以五黨（五百家）或三黨（三百家）為一團，並根據定樣標準劃分戶等上下，重新規定征歲差役與應納稅額，寫成定簿。利用這一手段，防止人民隱匿戶口，並抑制地方豪強佔勞動人口，進而增加政府收入，加強中央集權，為隋朝的強盛建立基礎。
輸籍法的核心為：「定其名，輕其數，使人知為浮客，被強家收大半之賦，為編氓奉公上，蒙輕減之徵」，因此輸籍法為輕稅之法，使農民作為朝廷的均田戶所繳的稅比成為地方豪強的隱戶所受之剝削要輕。隋文帝亦想藉此法從根本上杜絕地方官徇私舞弊的情形，使納稅額透明化。

## 影響
開皇五年（西元585年）因為大索貌閱與輸籍法的實行，為隨朝新增164萬口，大大增加朝廷的稅收以及勞動力，朝廷亦透過此法使隱匿戶口的佃農脫離地方豪強的掌控與剝削，進而打擊地方豪強的勢力，加強了中央集權。